# 山下訓史
山下 訓史（やました のりふみ、1962年9月10日 - ）は、日本の元陸上競技選手。専門は三段跳。1988年ソウルオリンピック日本代表。

## 来歴・人物
中学時代は最初、文化部（吹奏楽部）に所属していたが、父親の転勤先の中学校に吹奏楽部がなかったことが、陸上競技を始めるきっかけになった。
1979年4月、三重県立尾鷲工業高等学校に入学。1980年、愛媛インターハイ三段跳において、2年生ながら15m49で優勝。1981年、横浜インターハイ三段跳において、14m87で2連覇を果たした。
1982年4月、筑波大学に入学。コーチは村木征人。社会人時代は日本電気 (NEC) に所属した。
1986年6月1日の日本選手権（国立競技場）でマークした17ｍ15は、40年近く経った現在も破られていない日本記録である。公認記録で17m以上を跳んだ日本人選手は、山下と杉林孝法（チームミズノアスレティック）、伊藤陸（近畿大学工業高等専門学校）の3人しかいない。日本選手権では1985 - 88年、1992年、1995 - 96年の通算7度の優勝を誇る。

## 主な成績
| 年   | 大会         | 場所           | 結果 | 記録  |
| ---- | ------------ | -------------- | ---- | ----- |
| 1986 | アジア大会   | ソウル（韓国） | 1位  | 17m01 |
| 1988 | オリンピック | ソウル（韓国） | 12位 | 15m62 |
| 1991 | 世界選手権   | 東京（日本）   | 11位 | 16m26 |

## 家族
子の山下航平、山下潤、山下桐子は父と同じく陸上競技選手。航平と桐子は父と同じ種目の三段跳の選手であり、航平はリオデジャネイロオリンピック日本代表選手に選出された。

## 関連書籍
- 全国高等学校体育連盟陸上競技部 編『ジュニア陸上競技マニュアル』陸上競技社、2006年1月。三段跳の項を山下訓史（福島県体協）が執筆